# Волф Дитрих фон Тьоринг-Щайн
Волф Дитрих фон Тьоринг-Щайн (на немски: Wolf Dietrich Graf von Törring zu Stein; * 3 януари 1598; † 6 декември 1674) от старата благородническа фамилия „Тьоринг цум Щайн“ е граф на Тьоринг и Щайн ан дер Траун (част от Траунройт) в Горна Бавария.
Той е син на граф Ладислаус Освалд фон Тоеринг (1566 – 1638), господар на Тенглинг, Щайн и Пертенщайн, и първата му съпруга Катарина Фугер фон Кирхберг-Вайсенхорн (1575 – 1607), дъщеря на търговеца Якоб III Фугер (1542 – 1598) и Анна Мария Илзунг фон Тратцберг (1549 – 1601). Чичо му Алберт фон Тьоринг-Щайн (1578 – 1649) е епископ на Регенсбург (1613 – 1649).
Баща му Ладислаус Освалд фон Тоеринг се жени втори път на 13 май 1613 г. за фрайин Мария Катарина фон Гумпенберг († 1662) и той е полубрат на Адам Лоренц фон Тьоринг-Щайн (1614 – 1666), епископ на Регенсбург (1663 – 1666), и Йоахим Албек фон Тьоринг (1621 – 1674).
Дворецът Шайн ан дер Траун е продаден през 1633 г. на графовете Фугер фон Кирхберг.
Волф Дитрих фон Тьоринг-Щайн умира на 6 декември 1674 г. и е погребан в Шайерн.

## Фамилия
Волф Дитрих фон Тьоринг-Щайн се жени на 16 юли 1627 г. в Щайн ан дер Траун за фрайин Маргарета фон Танберг († 5 юли 1646, Ауролцмюнстер), дъщеря на фрайхер Ахац фон Танберг и Кристина Салома фон Клозен. Тя умира при раждане. Те имат осем деца, порастват само три:
- Франциска фон Тьоринг (* 8 април 1628; † 25 септември 1634, Браунау)
- Клара Елеонора фон Тьоринг (* 29 юли 1629; † 1690), фрайин, омъжена пр. 1 март 1666 г. за фрайхер Йохан Йоахим фон Лойблфинг
- Карл фон Тьоринг (* 7 юни 1630; † 30 юни 1632, Куфщайн)
- Мария Клаудия фон Тьоринг (* 10 август 1631; † 10 ноември 1716)
- Мария Катарина Терезия фон Тьоринг (* 9 юли 1642; † сл. 5 септември 1695), графиня, неомъжена
- Йохана Елизабет фон Тьоринг (* 14 септември 1643; † 17 март 1644)
- Антон Вилхелм Казимир фон Тьоринг (* 4 юни 1645, Мюнхен; † 22 август 1645)
- дъщеря (* 5 юли 1646; † 5 юли 1646)

Волф Дитрих фон Тьоринг-Щайн се жени втори път на 7 януари 1648 г. в Ойернбах за фрайин Мария Елизабет фон Гумпенберг (* 10 май 1594; † 15 март 1662, Ойернбах), вдовица на фрайхер Йохан Фугер фон Кирхберг и Вайсенхорн цу Тауфкирхен, и на фрайхер Георг Кристоф фон Прайзинг, дъщеря на фрайхер Хайнрих фон Гумпенберг и Мария Салома фон Зайболтсторф. Бракът е бездетен.
Волф Дитрих фон Тьоринг-Щайн се жени трети път на 2 ноември 1666 г. за фрайин Мария Магдалена фон Вайкс († 13 февруари 1670), вдовица на Адам Бено фон Лихтенау. Бракът е бездетен.